# Ginai
Ginai – miejscowość i gmina we Francji, w regionie Normandia, w departamencie Orne.
Według danych na rok 1990 gminę zamieszkiwały 64 osoby, a gęstość zaludnienia wynosiła 7 osób/km² (wśród 1815 gmin Dolnej Normandii Ginai plasuje się na 822. miejscu pod względem liczby ludności, natomiast pod względem powierzchni na miejscu 563.).